# Madonna della Rosa (Raffaello)
La Madonna della Rosa è un dipinto a olio su tavola (103x84 cm) di Raffaello Sanzio e aiuti, databile al 1518 circa e conservato nel Museo del Prado di Madrid.

## Storia
Non si hanno notizie della tavola anteriori al 1667, quando si trovava al monastero dell'Escorial.
Ne esiste una copia forse autografa o comunque antica in una collezione privata di Bogotà (Madonna di Bogotà)

## Descrizione e stile
La Vergine tiene in braccio il Bambino, al quale san Giovannino porge un cartiglio con le parole "Ecce Agnus Dei", mentre san Giuseppe osserva. L'iscrizione latina significa "Ecco l'Agnello di Dio" e si riferisce alla Passione di Cristo, che si sacrificò come gli agnelli durante le funzioni pasquali degli ebrei.
La composizione dell'opera deriva dalla Madonna dei Fusi di Leonardo da Vinci, che forse incontrò direttamente Raffaello nel suo ultimo soggiorno a Roma del 1513-1516. Il nome deriva dalla rosa appoggiata sul ripiano in primo piano, anche se oggi è ormai considerata un'aggiunta successiva: tutta la striscia inferiore è infatti assente in molte delle numerose repliche. 
Fin dal 1800 si è discusso sulla figura del San Giuseppe che non verrebbe attribuita a Raffaello, è infatti slegata dallo stile del Maestro che si trova certamente nel resto dei personaggi e che nell'insieme sono racchiusi in un triangolo. 
L'esecuzione del dipinto spetta in massima parte alla bottega, probabilmente a Giulio Romano o a Giovan Francesco Penni.

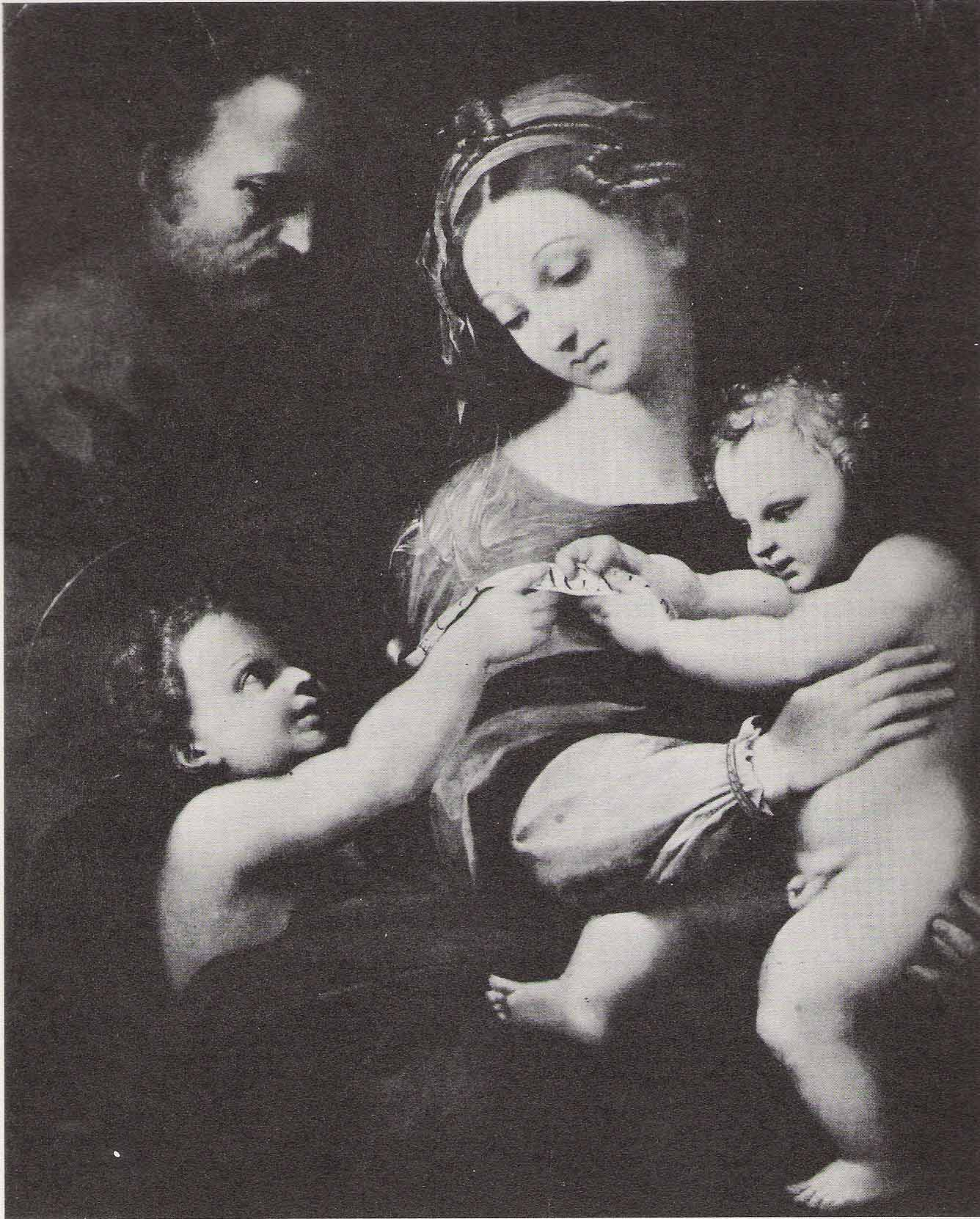
La Madonna di Bogotà